# Sud chiama Nord
Sud chiama Nord (ScN) è un partito politico di ispirazione autonomista e meridionalista, attivo principalmente in Sicilia e fondato da Cateno De Luca, deputato all'ARS e sindaco di Taormina.

## Storia

### Sicilia Vera

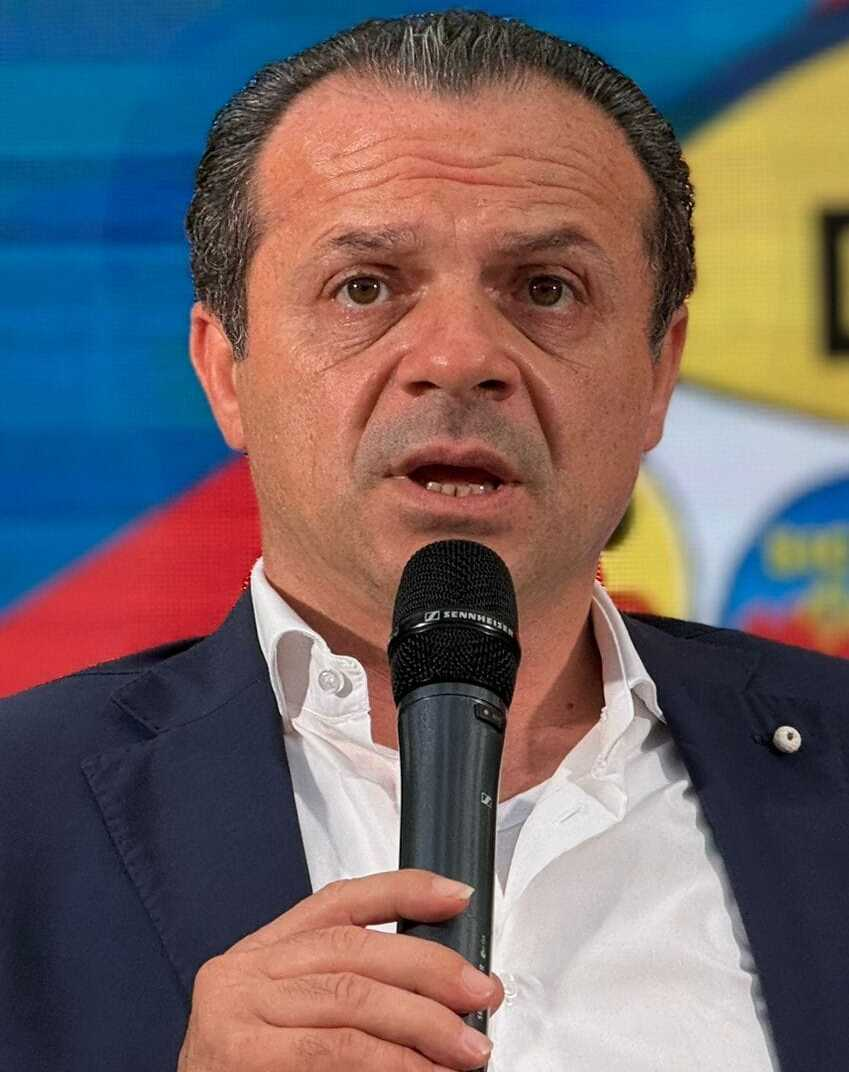
Cateno De Luca, già fondatore di Sicilia Vera nel 2007

Nel 2007 Cateno De Luca, allora deputato del Movimento per le Autonomie all'Assemblea regionale siciliana, fonda il movimento Sicilia Vera.
In occasione delle elezioni regionali in Sicilia del 2008, De Luca trova un accordo con il MpA per essere rieletto nelle sue liste. Alle elezioni regionali in Sicilia del 2012 De Luca si candida alla presidenza della regione con la propria lista elettorale "Rivoluzione Siciliana" (che includeva anche Sicilia Vera), e ottenne appena l'1,2% dei voti, non venendo rieletto all'ARS. 
In occasione delle elezioni regionali in Sicilia del 2017 Sicilia Vera concluse un accordo elettorale con l'Unione di Centro; De Luca è rieletto all'ARS, ma già il successivo 20 dicembre abbandona il gruppo UdC e si unsce al gruppo misto.
Alle elezioni amministrative del 2018 De Luca diventa al ballottaggio (con il 65,3% dei voti) sindaco di Messina, a capo di una serie di liste civiche nessuna delle quali aveva però ottenuto anche un solo seggio, a causa della soglia di sbarramento del 5%.
Il 30 ottobre 2018 De Luca rassegnò le dimissioni da deputato regionale, optando per la carica di sindaco di Messina; il seggio vacante fu assegnato a Danilo Lo Giudice, sindaco di Santa Teresa di Riva e membro di Sicilia Vera, che aderì al gruppo misto.
Per le elezioni europee del 2019, De Luca concluse un accordo con il coordinatore siciliano di Forza Italia Gianfranco Miccichè, ottenendo la candidatura nelle loro liste di Dafne Musolino (Sicilia Vera).
Alle elezioni amministrative del 2022 il candidato sindaco di Messina Federico Basile, sostenuto da una serie di liste civiche riconducibili a Sicilia Vera, vince con il 45,6% dei voti, mentre la sua coalizione ottenne 20 seggi su 36 in consiglio comunale.

### La fondazione e le elezioni del 2022
Il 25 giugno 2022 De Luca fonda Sud chiama Nord (federato con Sicilia Vera), a sostegno della sua candidatura alla presidenza della Regione Siciliana. Assume il ruolo di coordinatore del nuovo movimento, mentre ne diviene segretario l'eurodeputato Dino Giarrusso, ex membro del Movimento 5 Stelle. 
Aderisce anche l'ex inviato de Le Iene Ismaele La Vardera, il quale assume il ruolo di presidente federale e portavoce della campagna elettorale di De Luca per le elezioni regionali di settembre.
All'inizio di agosto si verifica una rottura dell'accordo fra De Luca e Giarrusso, a causa di divergenze sulle candidature alle elezioni politiche italiane del 2022, cosicché il movimento Sud chiama Nord resta guidato dal solo De Luca. Il 4 agosto aderisce al partito il deputato Carmelo Lo Monte, che nel settembre 2019 aveva lasciato la Lega e votato la fiducia al governo Conte II; questo dà una rappresentanza parlamentare alla neonata formazione politica.
Alle politiche del 25 settembre 2022, dopo aver rifiutato un’alleanza con Italia Viva di Matteo Renzi, viene presentata la lista "De Luca Sindaco d'Italia - Sud chiama Nord" in tutti i collegi elettorali della Sicilia (oltre che in Abruzzo, Calabria, Emilia-Romagna e Puglia), che riesce ad eleggere due parlamentari: il deputato Francesco Gallo e la senatrice Dafne Musolino, entrambi nei rispettivi collegi uninominali di Messina. Entrambi i parlamentari deluchiani si collocano all'opposizione del Governo Meloni, astenendosi dal voto di fiducia sia alla Camera che al Senato.
Alle elezioni regionali in Sicilia dello stesso giorno, De Luca è invece candidato alla presidenza della regione, sostenuto da "De Luca Sindaco di Sicilia - Sud chiama Nord", Sicilia Vera e alcune liste civiche. Egli ottiene il 25% delle preferenze, risultando il primo non eletto dietro al candidato di centro-destra Renato Schifani, mente ScN riceve il 14% dei voti, conquistando 8 dei 70 seggi nell'assemblea regionale. A Palazzo dei Normanni, i deputati deluchiani si collocano all'opposizione e costituiscono due gruppi distinti da 4 deputati ciascuno, uno per Sud chiama Nord e uno per Sicilia Vera, seppur entrambi siano sotto la guida politica di De Luca.

### Elezioni amministrative e suppletive del 2023
Alle elezioni amministrative del 2023, Sud chiama Nord si presenta con una propria lista in tutti i comuni siciliani capoluogo di provincia che vanno alle urne: a Catania sostengono il candidato Gabriele Savoca, a Siracusa sostengono il candidato Roberto Trigilio, a Trapani il candidato Francesco Brillante in un'ampia coalizione che comprende anche il Movimento 5 Stelle, Alleanza Verdi e Sinistra e Terzo Polo, a Ragusa il sindaco uscente Giuseppe Cassì in una coalizione di liste civiche. Il leader Cateno De Luca si candida invece alla carica di sindaco di Taormina, dove riesce a sconfiggere al primo turno il sindaco uscente del centro-sinistra, Mario Bolognari. Nei capoluoghi al voto il partito ottiene risultati modesti tranne che a Ragusa, dove ottiene il 6,43% dei voti e riesce ad eleggere un consigliere comunale.
Alle elezioni politiche suppletive del 2023 per il collegio uninominale Lombardia - 06 (Monza) del Senato (rimasto vacante a seguito della morte di Silvio Berlusconi) il partito candida il proprio leader Cateno De Luca, utilizzando un simbolo recante la dicitura Sud con Nord. De Luca raccoglie però solo 2.313 preferenze pari all'1,76% piazzandosi terzo.
Il 5 ottobre 2023, con il passaggio di Dafne Musolino a Italia Viva, il partito perde la propria rappresentanza al Senato.
Il 19 novembre 2023 l'onorevole Edy Bandiera (già assessore regionale e attuale vicesindaco del comune di Siracusa) e tutto il gruppo dirigente del movimento civico Ho scelto Siracusa, aderiscono Sud chiama Nord.

### 2024: elezioni regionali in Sardegna ed elezioni europee nella lista Libertà
Il 28 gennaio 2024 aderisce Anna Macina, ex sottosegretaria di Stato al Ministero della giustizia nel governo Draghi.
Il 24 febbraio si sono svolte le elezioni per eleggere il coordinamento regionale. Sono stati eletti Danilo Lo Giudice coordinatore regionale, Edy Bandiera, Davide Vasta, Gino Macaddino vice coordinatori, Giuseppe Lombardo tesoriere, Angelo Bellina responsabile organizzazione. 
Alle regionali in Sardegna del 25 febbraio Sud chiama Nord stipula un accordo federativo con l'ex MpA Franco Cuccureddu, rappresentante del partito di De Luca sull'isola: la lista civica Orizzonte Comune raccoglie il 3,5% nella vittoria di Alessandra Todde, candidata di centro-sinistra e Movimento 5 Stelle, eleggendo tre consiglieri tra i quali lo stesso Cuccureddu che verrà nominato assessore al turismo. Alle regionali in Basilicata invece il coordinatore locale di ScN Vincenzo Clemente si candida tra le file dell’Unione di Centro a sostegno dell’uscente Vito Bardi ma non viene eletto. 
De Luca, in occasione dell’assemblea nazionale del partito del 2-3 marzo, annuncia il lancio di una lista eterogenea denominata Libertà unitamente ad altre forze politiche e civiche euroscettiche in vista delle europee di giugno.
Nei giorni seguenti federa diverse forze antisistema (Vita, Insieme Liberi, Movimento per l'Italexit e Sovranità), iniziative locali legate a dissidenti esponenti della Lega (Grande Nord, Popolo Veneto, Rassemblement Valdôtain e il Vero Nord), del Movimento 5 Stelle e del Partito Pensionati + Salute, diversi sindaci civici, attivisti antimafia come il Capitano Ultimo e Piera Aiello oltre a svariati movimenti cattolici, ambientalisti, animalisti, rappresentanti di ambulanti, agricoltori, pescatori.
Essa si fermerà all'1,22%, non superando la soglia di sbarramento del 4%; De Luca raccoglie circa 83.000 preferenze in tutta Italia (di cui circa 70.000 solo in Sicilia) seguito da Laura Castelli (36.000), capolista come lui in tutte le circoscrizioni. La stessa coalizione presenta una propria lista anche alle elezioni regionali in Piemonte, in cui sostiene l'avvocato Alberto Costanzo, piazzatosi ultimo con l'1%.
Alle elezioni comunali Sud chiama Nord appoggia il centrista Francesco Muzzopappa a Vibo Valentia e l'uscente del Movimento 5 Stelle Roberto Gambino a Caltanissetta, raccogliendo il 2,5% dei consensi e senza eleggere alcun consigliere comunale.
Tra luglio e ottobre avvengono altre defezioni all'Assemblea Regionale: prima Ludovico Balsamo aderisce al MpA di Raffaele Lombardo; successivamente, l'ex presidente del partito, Ismaele La Vardera, passa al gruppo misto contestando l'avvicinamento di Cateno De Luca alla coalizione di centro-destra che sostiene il presidente Schifani. Il gruppo di Sud chiama Nord scende in tal modo a tre deputati, degli otto che inizialmente lo componevano.

### 2025: il nuovo corso
Nel febbraio del 2025 De Luca annuncia la sua uscita di scena come segretario nazionale lasciando la guida del partito nella mani di Laura Castelli, che oltre ad esser presidente diventa anche segretario ad interim del partito, e del coordinatore siciliano Danilo Lo Giudice. Cateno De Luca rimane capogruppo all’Ars di Sud chiama Nord.

## Ideologia e posizionamento politico
Il partito si ispira ai programmi e ai valori autonomisti, meridionalisti e federalisti, nel quadro di un decentramento amministrativo concreto ed efficace e un maggior potere decisionale per gli amministratori locali, nonostante l'opposizione all'ipotesi dell'autonomia differenziata. Il partito è inoltre favorevole ad aumentare i poteri del Presidente del Consiglio, paragonato a un "sindaco d'Italia" all'interno del manifesto politico. Il partito ha espresso, per voce del leader Cateno De Luca, posizioni populiste e anti-sistema, opponendosi ai partiti politici tradizionali e promuovendo una linea dura contro corruzione e mafia. Il partito è inoltre favorevole alla costruzione del ponte sullo stretto di Messina, esprimendo tuttavia perplessità circa la realizzabilità dell'opera in tempi brevi. Per quanto riguarda le politiche europee, De Luca ha espresso contrarietà alla Politica agricola comune dell'Unione europea. In tema di diritti LGBT, il partito si è dichiarato favorevole al riconoscimento delle famiglie omogenitoriali.

## Struttura

### Leader
- Cateno De Luca (dal 25 giugno 2022)

### Presidente
- Ismaele La Vardera (25 giugno 2022 – 5 gennaio 2024)
- Laura Castelli (dal 5 gennaio 2024)

### Portavoce
- Laura Castelli (16 marzo 2023 – 5 gennaio 2024)

## Nelle istituzioni

### Camera dei deputati
| XIX Legislatura |
| --------------- |
| 1 deputato      |

Francesco Gallo

### Senato della Repubblica
| XIX Legislatura |
| --------------- |
| 0 senatori      |

Dafne Musolino (fino al 5 ottobre 2023)

## Simbologia

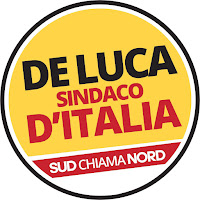
Simbolo elettorale presentato alle elezioni del 2022
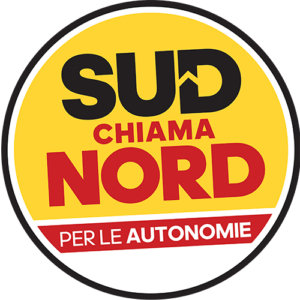
Simbolo statutario

## Risultati elettorali
| Elezione               | Elezione     | Voti       | %          | Seggi   |
| ---------------------- | ------------ | ---------- | ---------- | ------- |
| Politiche 2022         | Camera       | 212 685    | 0,76       | 1 / 400 |
| Politiche 2022         | Senato       | 271 549    | 0,99       | 1 / 200 |
| Regionali Sicilia 2022 | Sicilia      | 254 453    | 13,6%      | 8 / 70  |
| Europee 2024           | Europee 2024 | In Libertà | In Libertà | 0 / 76  |